# Lorenzo Voltolini
Lorenzo Voltolini Esti (ur. 20 maja 1948 w Poncarale) – włoski duchowny katolicki, posługujący w Ekwadorze, arcybiskup Portoviejo w latach 2007–2018.

## Życiorys

### Prezbiterat
Święcenia kapłańskie otrzymał 15 czerwca 1974 i został inkardynowany do diecezji Brescia. Przez pięć lat pracował duszpastersko w diecezji, zaś w 1979 wyjechał jako misjonarz fidei donum do Ekwadoru i podjął pracę duszpasterską w diecezji Latacunga. Był także krajowym dyrektorem organizacji Caritas.

### Episkopat
7 grudnia 1993 został mianowany biskupem pomocniczym archidiecezji Portoviejo ze stolicą tytularną Bisuldino. Sakry biskupiej udzielił mu ówczesny metropolita Portoviejo - arcybiskup José Mario Ruiz Navas.
6 sierpnia 2007 papież Benedykt XVI mianował go arcybiskupem metropolitą Portoviejo. Ingres odbył się 14 września 2007.
14 września 2018 papież przyjął jego rezygnację z pełnionego urzędu, powodem rezygnacji była chęć wstąpienia do zakonu Trapistów. Po rezygnacji wstąpił do klasztoru tegoż zgromadzenia w Salcedo.